# Chambre des comptes de Bourgogne

Sceaux des gens des comptes de Bourgogne -AD 21 chambre des comptes de Bourgogne

La Chambre des comptes de Bourgogne était, sous l'Ancien Régime, une cour souveraine spécialisée dans les affaires de finance.
Par ordonnance du 11 juillet 1386, le duc-comte Phillippe II de Bourgogne dit le Hardi promulgue des instructions qui clarifient et précisent le statut d'une chambre des comptes permanente au sein de la Bourgogne. 

Vue du Palais et de la chambre des comptes de Dijon vers 1800 dessin de B.Lallemand, gré par Duparc pour la description générale et particulière de la France

Les archives départementales de la Côte-d'Or conservent le rouleau parchemin (trois feuillets collés bout à bout) B1. " Philippe, duc de Bourgogne, comte de Flandre et d’Artois, comte palatin de Bourgogne, seigneur de Salins, comte de Rethel et seigneur de Malines, ratifie et promulgue les « Instructions » mises au point pour sa chambre des comptes de Dijon par Jean Cretey, conseiller du roi de France, et Oudart de Trigny, clerc de la chambre royale des comptes de Paris, experts à ce députés, en concertation avec le chancelier ducal, en matière d’audition des comptes des receveurs et de conservation du domaine de ses duché et comté de Bourgogne, de ses terres de Champagne et des comté de Nevers et baronnie de Donzy, qu’il administre pour son fils aîné, Jean. — L’ordonnance est placée à la suite du  texte même des instructions."
Depuis les réformes mises en place sous le principat de Philippe le Hardi, la raison d’être première de la chambre des comptes de Dijon était de procéder à la vérification de la comptabilité ducale. Cette compétence majeure, partagée par les autres cours similaires du royaume, induisait naturellement un droit de regard sur les comptes des fiefs relevant du prince (le duc jusqu’en 1477, puis le roi de France), une surveillance des deniers manipulés par les officiers ducaux puis royaux et enfin la possibilité de juger au criminel d’éventuels actes de concussion ou de malversation. Par ailleurs, si la juridiction ne participait pas directement à la perception des impôts, elle en contrôlait cependant la répartition et la bonne tenue des registres fiscaux correspondants. Au total, la chambre examinait aussi bien les comptes des communautés locales — villes ou seigneuries — que ceux des recettes supérieures de toute la province de Bourgogne.

Charte de la creation de la chambre des comptes de Bourgogne

La devise FIRMAMENTUN CAETERORUM  ORDINUM , que la chambre avait fait inscrite à l'entrée de son "grand bureau" est empruntée à Cicéron.

## Quatre siècles d' existence
Émanation du conseil ducal, clairement structurée à la fin du XIVe siècle à l’instar de la chambre des comptes du roi à Paris, la chambre des comptes de Dijon se targuait, non sans approximation, d’être l’une des plus anciennes du royaume. Chargée de veiller à la conservation du domaine du duc de Bourgogne, elle exerçait en fait une compétence très large, à la mesure de ce que recouvrait alors la notion de domaine princier, dépassant de très loin la seule vérification des comptes des receveurs ducaux : s’y ajoutaient en effet la dévolution des fiefs relevant du duc, l’intégrité du domaine, la participation à la gestion des « aides » (impositions extraordinaires) sollicitées par le duc, le jugement des litiges financiers et fiscaux, la monnaie, etc. La chambre était véritablement l’un des organes essentiels au bon fonctionnement de l’État bourguignon, et son activité était d’autant plus remarquable qu’elle ne disposait alors que d’un personnel en nombre très restreint.
À la mort de Charles le Téméraire en 1477, la chambre devient royale et voit ses compétences peu à peu rognées par la monarchie, notamment celle des Bourbons. L’institution est en effet menacée à la fois par le parlement de Dijon, qui s’impose finalement face à elle au XVIIe siècle, et par le développement de l’État moderne centralisé, qui, soucieux de détenir une administration de plus en plus efficace, particulièrement au XVIIIe siècle, s’appuie systématiquement sur les intendants et les bureaux des finances. Dès lors, la chambre, où le nombre et les catégories d’offices ont cru et multiplié depuis le XVe siècle, fait figure d’une institution pléthorique et sclérosée, aux compétences d’autant plus secondaires que le domaine propre du roi s’est considérablement amoindri. Ce déclin est relativement compensé par l’extension du ressort de l’institution à la Bresse en 1601 et par l’octroi de privilèges individuels nombreux et rémunérateurs pour ses membres (noblesse, larges exemptions fiscales, etc.)
Parfois ouvertement opposée aux politiques conduites par Louis XV et Louis XVI, notamment au sujet de la fiscalité, peu empressée dans le domaine qui lui est pourtant exclusif, celui du contrôle comptable, la chambre des comptes de Dijon disparaît en 1791, comme toutes ses consœurs à travers le royaume. Et c’est sous une forme totalement différente qu’est ensuite organisé le contrôle de la comptabilité publique, d’abord centralisé (commissaires siégeant en un Bureau national de la comptabilité), puis dédoublé entre la Cour des comptes créée en 1807 et les instances locales.

## Les Compétences
Cette compétence du contrôle comptable domanial et fiscal,, pour être devenue de plus en plus formelle tout au long de l’Ancien Régime, n’en demeurait pas moins inévitable. Son exercice nécessitait l’activité de nombreux officiers, des présidents qui approuvaient ou non les arrêts rendus aux simples greffiers chargés de dresser les procès-verbaux des diverses séances de la chambre. Après un long et minutieux examen des comptes qui lui étaient soumis avec leurs pièces à l’appui, la chambre émettait un jugement sous forme d’arrêt, pointant, le cas échéant, les erreurs commises par l’officier comptable. Toutefois, ce travail, fastidieux, n’obéissait pas toujours à une rigueur irréprochable : même au XVIIIe siècle, les officiers de la cour rechignaient à employer un système de comptabilité en partie double, qui leur eût pourtant facilité le travail.
Vérifier la comptabilité ne suffisait pourtant pas, encore fallait-il définir les limites de chaque seigneurie afin d’en déterminer les revenus et les droits. Aussi la chambre était-elle particulièrement attentive à défendre les prérogatives du domaine du prince et tentait-elle de prévenir toute aliénation et tout empiètement.

Édit de louis XIII étirent à la chambre la juridiction des aides au profit du parlement 1630. Archives départementales de la Côte-d'Or.

Terrier de la seigneurie ducal de Chaussin (jura) 1373 : frontispice enluminé représentant la porte fortifiée du château, aux armes de Philippe le Hardi édité (archives départementales de la Côte-d'Or)

Autre compétence fondamentale de la chambre durant toute son histoire : le contrôle des formalités féodales. Ainsi toute mutation de fief devait-elle être entérinée par la cour, habilitée à recevoir les « aveu et dénombrement » (état des lieux de la seigneurie concernée) que le vassal devait alors rendre au prince suzerain pour jouir réellement de sa nouvelle seigneurie  Et, par voie de conséquence, la chambre entendait aussi connaître des procès intervenant entre particuliers en matière de possession de fiefs, en veillant au respect de la coutume locale transcrite dès le XVe siècle.

## Heurs et malheurs de la chambre sous l’Ancien Régime
Devenue royale en 1477, la chambre des comptes de Dijon se trouva bientôt dans la nécessité de devoir défendre son pré carré face à des institutions plus jeunes mais mieux en phase avec l’évolution institutionnelle du royaume qu’elle venait d’intégrer complètement : le parlement de Dijon, créé dès 1477 par Louis XI, et le bureau des trésoriers des finances de Dijon, organisé entre 1542 et 1577, tous deux logés, pour comble !, aux côtés-mêmes de la chambre, sur le « pourpris » qu’elle occupait depuis le milieu du XVe siècle. Entre les trois institutions, chacune jouissant du statut de cour souveraine, les compétences fiscales et domaniales n’avaient en effet pas toujours été dévolues avec grande clarté par le pouvoir royal, surtout soucieux de créer périodiquement des offices comptables ou financiers rémunérateurs pour le Trésor. 
Exemplaires sont à cet égard les conflits avec le parlement, qui affaiblirent la chambre considérablement et durablement. Dès 1519, sous François Ier, un premier accord fut négocié pour tenter de répartir avec exactitude les compétences des deux juridictions. Mais c’est sous Louis XIII que les conflits prirent une intensité jusqu’alors inconnue, à propos de questions de nature fiscale . Il s’agissait en effet de savoir qui, des deux cours, recevrait la compétence de cour des aides, juridiction gérant la perception des impôts indirects. En 1626, par un édit donné à Nantes en juillet, le roi, cédant aux avances pécuniaires de la chambre des comptes, accorda d’abord à celle-ci la juridiction des aides . Mais le parlement et la ville de Dijon s’insurgèrent contre cette décision, que Louis XIII finit par annuler en 1630, conférant alors au parlement ce qu’il retirait aux officiers de la chambre .
Cet épisode avait atteint une telle violence que, durant tout ce laps de temps, il avait fallu éloigner la chambre de Dijon, pour la préserver de l’hostilité au sein de la ville. Alors vit-on la chambre renouer avec ses pérégrinations de 1590-1595 , lorsque sa fidélité pour le roi l’avait expatriée de la capitale bourguignonne tenue par la Ligue, pour aller siéger à Flavigny-sur-Ozerain puis Semur-en-Auxois. De 1627 à 1630, la chambre en fut ainsi réduite à errer de Beaune à Autun en passant par Saulieu, regagnant Dijon en juillet 1630, et pour n’en plus bouger désormais , même lorsque Dijon fut menacé par les troupes impériales en 1636. 
Mais les rivalités avec le parlement n’étaient pas éteintes : un siècle durant, on les vit se rallumer, adoptant un ton violent sous la minorité de Louis XV, pour ne s’apaiser enfin qu’à la faveur d’un compromis sanctionné par le roi en 1727 . Dès lors, en dépit d’un ressort augmenté des pays de l’Ain cédés par la Savoie à la France en 1601 , ou encore du comté de Bar-sur-Seine qui lui fut réservé en 1721, la chambre, privée de la plupart de ses compétences fiscales, conservatrice d’un domaine royal depuis longtemps secondaire sur le plan financier, en est désormais réduite, pour l’essentiel, à ses fonctions comptables. Encore se trouve-elle là en butte aux critiques pour le retard qu’elle accumule lors de la vérification des comptes, et son inutilité est-elle de plus en plus ressentie, même parmi ses membres.

## Composition
Elle était composée, à la veille de la Révolution :
- Pour le siège :
  - Un premier président
  - Six présidents
  - Trois chevaliers d'honneur
  - Vingt-huit maitres
  - Neuf correcteurs
  - Treize auditeurs

- Pour le parquet :
  - Un procureur général
  - Deux avocats généraux
  - Six substituts

- Autres personnes :
  - Un greffier en chef
  - Un garde des livres
  - Un contrôleur des restes
  - Un concierge
  - Un receveur des épices
  - Un relieur
  - Huit procureurs
  - Un premier huissier
  - Dix huissiers

### Liste des premiers présidents
.A Mr  Abbè Goly d'Arlay Doyen de l'église de Langres et Président en la Chambre des comptes de Bourgogne ( Texte en page de garde d'un livre Les Loix Civiles dans leur ordre Naturel par M; Domat Avocat du Roy au siège Préfidentiel de Clerment en Auvergne Nouvelle édition revue et Corrigée en  M DCC XIII (1713) 
- Guillaume Courtot[12] , nomination par le Duc-Comte Jean

- Jean Bonnot ou Jehan Bonost [13],[14],[15],[16], il est le fils de Richard Bonnot[17] (conseiller du Duc-Comte et procureur au parlement de 1370 à 1384), secrétaire du Duc-Comte Jean I de Bourgogne en 1405 , puis maitre de la chambre des comptes à partir de 1408[18]. En aout 1409, il est Maître de la nouvelle chambre des comptes de Besançon jusqu'en 1410. Son fils est maitre des comptes jusqu'à l'occupation française de Dijon, puis conseiller auprès de Marie de Bourgogne.

- Antoine le Grand

- Bénigne Serre (6 avril 1536 - 24 juillet 1543)

- 20 juillet 1595 Jacques Massol

- Pierre Baillet

- 1644-1647 Jacques Massol

- 26 décembre 1611 Jean de Massol

- 1640 - Pierre de Massol

- 9 septembre 1649 Antoine-Bernard de Massol

- 14 juillet 1686 Jean-Baptiste de Massol

- 1706 Philibert-Alexis Durand

### Le logis de la chambre
Des bâtiments ,qui abritaient la chambre sur le flanc oriental du Palais de Justice, à gauche du portail monumental de celui-ci, il ne reste rien de nos jours, tandis que quelques éléments de son décor intérieur subsistent, dispersés.
Après la suppression de l’institution, en effet, et plusieurs mois de mise sous scellés (automne 1791-été 1792), les locaux, d’où les archives ne furent déménagées qu’en 1798, servirent partiellement de maison d’arrêt (extension de l’ancienne conciergerie du Palais), de 1799 jusque sous le Second Empire, non sans préjudice de travaux divers. Ainsi, en 1821, la façade fut-elle anéantie, par souci de symétrie et pour obéir aux canons néo-classiques ambiants. Enfin, entre 1862 et 1869, un nouvel édifice fut élevé sur les décombres de la chambre, pour la cour d’assises, faisant pendant avec le bâtiment plus ancien qui flanquait déjà le Palais sur l’ouest.
Pour nous donner à voir le logis disparu de la chambre, seules subsistent quelques rares représentations de l’Ancien Régime figurant l’ensemble du Palais, c’est-à-dire le complexe que formaient, depuis le XVIe siècle, les bâtiments voisins de la chambre, du parlement de Dijon et du bureau des finances. Encore ces documents, qui s’échelonnent entre la première moitié du XVIIe siècle et les environs de 1800 (25-27), visent-ils en premier lieu le parlement, édifice prestigieux bâti pour l’essentiel au XVIe siècle, et ne montrent-elles la chambre que par force, celle-ci étant accolée à celui-là . Curieuse inversion des rôles, si l’on songe que l’institution première fut bel et bien la chambre, le parlement, plus récent d’un siècle, ayant été accueilli sur le vaste « pourpris » de son aînée…
C’est en effet de 1460 que datait l’installation de la chambre sur l’emprise des anciens hôtels de Rouvres et de Neuilly, acquis à cet effet par le duc à une encablure de son palais, où, tout naturellement, avait d’abord siégé la juridiction en tant qu’émanation du conseil ducal. Ce nouveau logement, doté en 1474-1475 d’une somptueuse chapelle par Charles le Téméraire (représenté sur un vitrail et les blasons de toutes ses possessions peints au lambris), fut retouché ensuite à plusieurs reprises. La modernisation la plus spectaculaire fut, au milieu du XVIIe siècle, la construction du grand portail sur rue, aux forts accents baroques, et la réalisation du plafond du grand bureau, figurant de manière allégorique te magnifiée la régence d’Anne d’Autriche. Une tour, dite du trésor, était réservée dès l’origine à la conservation des archives, mais, au début des années 1640, les toitures laissaient pénétrer l’eau. Des travaux d’entretien furent ensuite régulièrement menés. Au total, les locaux étaient assez grands pour permettre, à la fin de l’Ancien Régime, à une centaine d’officiers d’y vaquer à leurs occupations.
Particulièrement ample et décorée était la salle du « grand bureau », où se déroulaient les délibérations et se rendaient les jugements. Là était vraiment le cœur de la juridiction, signalé comme tel par sa devise (empruntée au discours de Cicéron Pro lege Manilia) tracée, paraît-il, en lettres d’or sur la porte de la salle : Firmamentum cæterorum ordinum (« Soutien de tous les autres ordres »). C’est précisément de ce grand bureau que proviennent pour l’essentiel les quelques éléments conservés du décor intérieur de la chambre : d’abord son imposant plafond de bois sculpté du milieu du XVIIe siècle, récupéré par la cour d’assise dans les années 1860, ensuite un haut relief, aux armes de France, Dauphiné et Savoie, de l’époque de Louis XI, transféré en 1843 dans la chapelle de l’hospice établi dans l’ancienne Chartreuse de Champmol.
Enfin, deux belles peintures sur bois des XVe – XVIe siècles représentant le Christ, l’un à la couronne d’épines (30), l’autre en croix, aujourd’hui conservées au Musée des Beaux-arts de Dijon, ornaient des locaux non identifiés de la chambre.

## Archives
Les archives de l'ancienne Chambre des comptes de l'État flamand-bourguignon, qui furent saisies à Lille en 1667 par Louis XIV sont conservées par les archives départementales du Nord à Lille.